# Jagerij
Jagerij er en vej i Mater, i nærheden af Oudenaarde i de Flamske Ardenner. Vejen er delvist brostensbelagt.
Jagerij begynder som forlængelsen af Hauwaart mod syd ved Keirestraat i Mater. Brostenvejen slutter halvanden kilometer længere mod nord, hvor den ender ved Tissenhove i Mater. Vejen er stærkt skrånende, især den asfalterede del. Jagerij krydser en landevej, der hedder Zoetebeekweg (vest) og Horebekeweg (øst). Jagerij har også to sving.
Brostenene på Jagerij blev i 2004 fredet som en flamsk kulturejendom.

## Cykelsport
Vejen har i mange tilfælde været en del af ruten i Flandern Rundt og andre kendte flamske forårsklassikere som E3 Harelbeke og Omloop Het Nieuwsblad. Siden tilføjelsen af vejen i ruten for disse endagsløb, udgør Jagerij en udfordrende trio af brostensbelagte veje sammen med vejene Kerkgate (med eller uden Karel Martelstraat) og Ruitersstraat, der ligger umiddelbart vest for Jagerij. I 2016 blev Jagerij tilføjet til ruten for Flandern Rundt på grund af vejarbejde på Holleweg, en anden brostensbelagt vej i nærheden.